# Фізаральні
Фізаральні (Physarales) — найбільший ряд або порядок міксоміцетів, який об'єднує 16-18 родів з понад 450 видами, що складає понад 40 % всіх видів слизовиків. Відрізняються наявністю вапняних включень у перидії та капіліції.

## Опис
Плодові тіла зі справжнім капіліцієм. Більшість видів мають включення вапна в капіліції, в перидії чи в обох.

## Різноманіття та філогенія
Фізаральні є монофілетичною групою. Традиційно ряд розділяють на дві родини: Didymiaceae та Physaraceae. У 1998 році було запропоновано монотипову родину Protophysaraceae, а 2013 — монотипову родину Kelleromyxaceae. Утім станом на 2023 рік систематика всередині ряду вимагає уточнень. За запропонованою іншими дослідниками філогенією 2019 року до ряду входять родини Didymiaceae та Physaraceae, а також перенесена з порядку стемонітальних родина Lamprodermataceae.
Багато видів поширені всесвітньо. Плодові тіла трапляються переважно на суходолі, на мертвій деревині чи органічних рештках. Окремі види спостерігаються на живих рослинах чи у прісноводних водоймах. Живляться грунтовими бактеріями та іншими одноклітинними організмами.
Серед представників ряду — два модельних види Physarum polycephalum and Didymium iridis, які використовують у дослідженнях редагування РНК у мітохондріях, просторової пам'яті, клітинних обчислень, фізіології плазмодіїв тощо.